# Альберт Вольрат
Альберт Вольрат (ест. Albert Vollrat; нар. 21 жовтня 1903, Ревель — пом. 10 квітня 1978, Таллінн), під час роботи в СРСР — Альберт Генрікович Вольрат (рос. Альберт Хенрикович Вольрат) — естонський футболіст та борець. Після завершення виступів на футбольних полях — естонський та радянський футбольний тренер. Відомий за роботою в національній збірній Естонії та московському «Спартаку», з яким двічі ставав володарем Кубка СРСР.

## Біографія
Альберт Вольрат народився в Таллінні. Розпочав займатися футболом у ранньому віці в місцевій команді «Олімпія». Одночасно займався греко-римською боротьбою, був чемпіоном Естонії, у 1921 році зайняв четверте місце на чемпіонаті світу в щонайлегшій вазі. У 1919—1921 роках Вольрат грав у складі талліннського клубу «Спорт», і в 1921 році став у його складі чемпіоном країни. У 1923—1926 роках він грав у складі талліннського «Спартака». У 1927 році Альберт Вольрат отримав запрошення до відомого угорського клубу «Ференцварош», проте грав у ньому недовго, та невдовзі закінчив виступи на футбольних полях. Раніше Вольрат оволодів мистецтвом масажу, й у 1928 році увійшов до тренерського штабу «Ференцвароша» як асистент головного тренера і масажист. У 1928 році Вольрата запросили до збірної Угорщини, яка готувалась до Олімпійських ігор, у підсумку він виконував обов'язки масажиста для всієї олімпійської делегації Угорщини. У 1929—1932 роках естонець працював у тренерському штабі іспанського клубу «Європа» (Барселона). У другій половині 1932 року Альберт Вольрат був головним тренером національної збірної Естонії. У 1933 році естонський тренер увійшов до тренерського штабу лондонського «Арсеналу». У 1934 повернувся до Естонії, та став головним тренером клубу «Пухкекоду», а також займався готельним бізнесом. Після анексії балтійських країн СРСР майно у Вольрата відібрали, і пізніше, під час Другої світової війни, він знову повернувся до тренерської діяльності, очоливши клуб «Тервіс» з Пярну. Після повернення радянської влади в 1944 році Вольрат очолив талліннський «Спартак».
У 1946 році Альберта Вольрата, після майже легендарної розповіді про його роботу в європейських клубах, у наказному порядку перевели на роботу до московського «Спартака», який перед цим зайняв лише 10 місце в чемпіонаті. У московському клубі Вольрат відразу ж змінив тренувальний процес, надавши більшого значення фізичній підготовці, проте одночасно морально-психологічний клімат у команді, а також запам'ятався тим, що особисто робив футболістам масаж. Робота естонського тренера швидко принесла свої плоди, і «Спартак» двічі поспіль, у 1946 і 1947 роках, став володарем Кубка СРСР. Проте в кінці 1947 року тренеру довелось покинути московську команду, і в 1948 році він очолив талліннський «Калев», в якому працював до 1953 року, після чого ще кілька років працював з естонськими аматорськими командами. Помер Альберт Вольрат у 1978 році в Таллінні.

## Вшанування пам'яті
На честь Альберта Вольрата в Естонії встановлена премія кращому футбольному тренеру року.

## Титули та досягнення
Гравець
- Чемпіон Естонії (1):

«Спорт» (Таллінн): 1921
Тренер
- Володар Кубка СРСР (2):

«Спартак» (Москва): 1946, 1947